# 大田連合
大田連合（おおたれんごう）は、2010年まで存在した日本の暴走族グループ。
大田連合のOBグループは、2014年に警視庁により準暴力団？に指定されている。

## 概要
暴走族最盛期とも言われた1970年代から1980年代の間に結成された大田連合は当時、大田区内にあった公立中学校27校の内、23校の不良グループが集まって結成され、最盛期には500人以上の構成員がいたといわれている国内最大級の中学生不良グループである。1980年前後は中学校における校内暴力の最盛期であり、大田連合の他にも、「足立連合」 「葛飾連合」 「荒川連合」など各地域ごとに不良グループが結成されていた。

## 事件
暴走行為
2008年11月11日深夜から12日未明にかけて、大田連合のメンバーが大田区内の路上を車で暴走する事件が発生した。この事件で26名の少年が蛇行運転など危険運転を繰り返したとして、道路交通法違反で逮捕された。
2009年末から2010年正月にかけて、大田連合メンバーが大田区蒲田周辺で暴走行為を行い、12人が検挙され、その内7人が逮捕、5人が書類送検された。
チーマーグループ襲撃事件
2008年頃から、大田連合と地元のチーマーグループとの抗争が激化し、2008年の夏頃に大田連合OBの指示を受けた暴走族が、チーマーグループの構成員で、当時私立高校2年生だった少年を襲撃し、怪我を負わせた。さらに、その5日後に大田区内のコンビニ駐車場に集合した大田連合メンバーは、金属バットなどの凶器を準備し、チーマーグループを襲撃する計画を立てていた。これらの事件で35人の少年が、凶器準備集合と傷害の罪で検挙された。
暴行事件
2012年6月に、大田連合のOBメンバー数十名らが、金属バットや鉄パイプなどを持って大田区西蒲田の路上に集まり、その後、目黒区下目黒の住宅街で品川区の暴走族グループである、「零神（ぜろがみ）」のOBメンバーを襲撃し、30人以上での乱闘に発展し4人が重軽傷を負い、大田連合のOBメンバー数人が逮捕された。
2018年4月に、OBメンバー2人が東京都品川区内にあるキャバクラで40代の男性客の顔面を複数回殴ったとして、傷害の疑いで逮捕された。

## 現在
2010年の時点で、大田連合は構成員の大半が逮捕され、壊滅状態にあり事実上解散していると言われている。